# Robin Gosens
Robin Everardus Gosens (nascut el 5 de juliol de 1994) és un futbolista professional alemany que juga com a migcampista esquerre o lateral esquerre a l'ACF Fiorentina i a la selecció alemanya.

## Carrera de club

### Vitesse
Nascut a Emmerich am Rhein, Gosens va jugar per a clubs locals com Fortuna Elten, 1. FC Bocholt i VfL Rhede, abans de fitxar per la formació juvenil del SBV Vitesse el 4 de juliol de 2012. El 13 d'agost de 2013 va signar el seu primer contracte professional amb el club. Abans d'això, va fallar en un entrenament de prova amb el gegant de la Bundesliga Borussia Dortmund. El mateix Gosens ho va descriure com un fiasco.

#### FC Dordrecht (cessió)
El 14 de gener de 2014, Gosens va ser cedit al FC Dordrecht fins al final de la temporada. Va fer el seu debut com a professional tres dies després, començant en un empat a casa 1-1 contra l'SBV Excelsior.
Gosens va marcar el seu primer gol com a professional el 7 de febrer, marcant el segon en una victòria a casa per 6-1 contra el FC Emmen. Va participar en 20 partits durant la campanya (play-off inclòs), en la qual el seu equip va acabar segon i va tornar a l'Eredivisie després d'una absència de dinou anys.
El 29 de maig de 2014, la cessió de Gosens es va renovar per un any més, i va fer el seu debut a l'Eredivisie el 9 d'agost, jugant els 90 minuts complets en una victòria a casa per 2-1 contra l'SC Heerenveen. Va marcar el seu primer gol a la competició el 20 de setembre, marcant el seu equip només en un empat 1-1 fora de casa contra l'Excelsior.

### Heracles Almelo
El 4 de juny de 2015, es va anunciar que Gosens s'havia traslladat de manera gratuïta a l'Heracles Almelo.

### Atalanta
El 2 de juny de 2017, es va anunciar que Gosens s'havia transferit a l'Atalanta italià. El 18 de setembre de 2019, Gosens va debutar a la Lliga de Campions contra el Dinamo Zagreb. L'11 de desembre de 2019, va marcar el seu primer gol a la Lliga de Campions en una victòria a casa per 3-0 contra l'FC Xakhtar Donetsk. El 25 de novembre de 2020, va marcar el seu segon gol a la Lliga de Campions en una victòria per 2-0 fora del Liverpool FC a Anfield.
Gosens es va establir com un dels millors laterals de la Sèrie A, destacant tant ofensivament com defensivament. Durant les temporades 2019-20 i 2020-21, va ser un dels màxims golejadors de l'Atalanta de la temporada marcant 10 gols i 12 gols, xifres sense precedents per a un defensor.

### Inter de Milà
El 27 de gener de 2022, l'Inter de Milà va anunciar el fitxatge de Gosens en cessió fins a final de temporada, amb l'obligació de comprar si es compleixen determinades condicions.

## Internacional
El 25 d'agost de 2020, Gosens va rebre la seva primera convocatòria per representar la selecció de futbol d'Alemanya. Va debutar el 3 de setembre, començant al partit de la UEFA Nations League 2020-21 contra Espanya.
El 19 de maig de 2021, va ser inclòs a la selecció per disputar la UEFA Euro 2020. El 19 de juny de 2021, va marcar un gol i va oferir una assistència en una victòria per 4-2 sobre Portugal en un partit de la fase de grups a l'Eurocopa 2020, pel qual va rebre l'Estrella del Partit.

## Vida personal
Gosens va néixer a Alemanya d'una mare alemanya i un pare neerlandès, i té passaports holandesos i alemanys.

## Palmarès
Inter de Milà
- Copa d'Itàlia: 2021–22, 2022–23
- Supercopa d'Itàlia: 2022

Individual
- Equip de l'any Sèrie A: 2019–20[28]